# 荖濃里

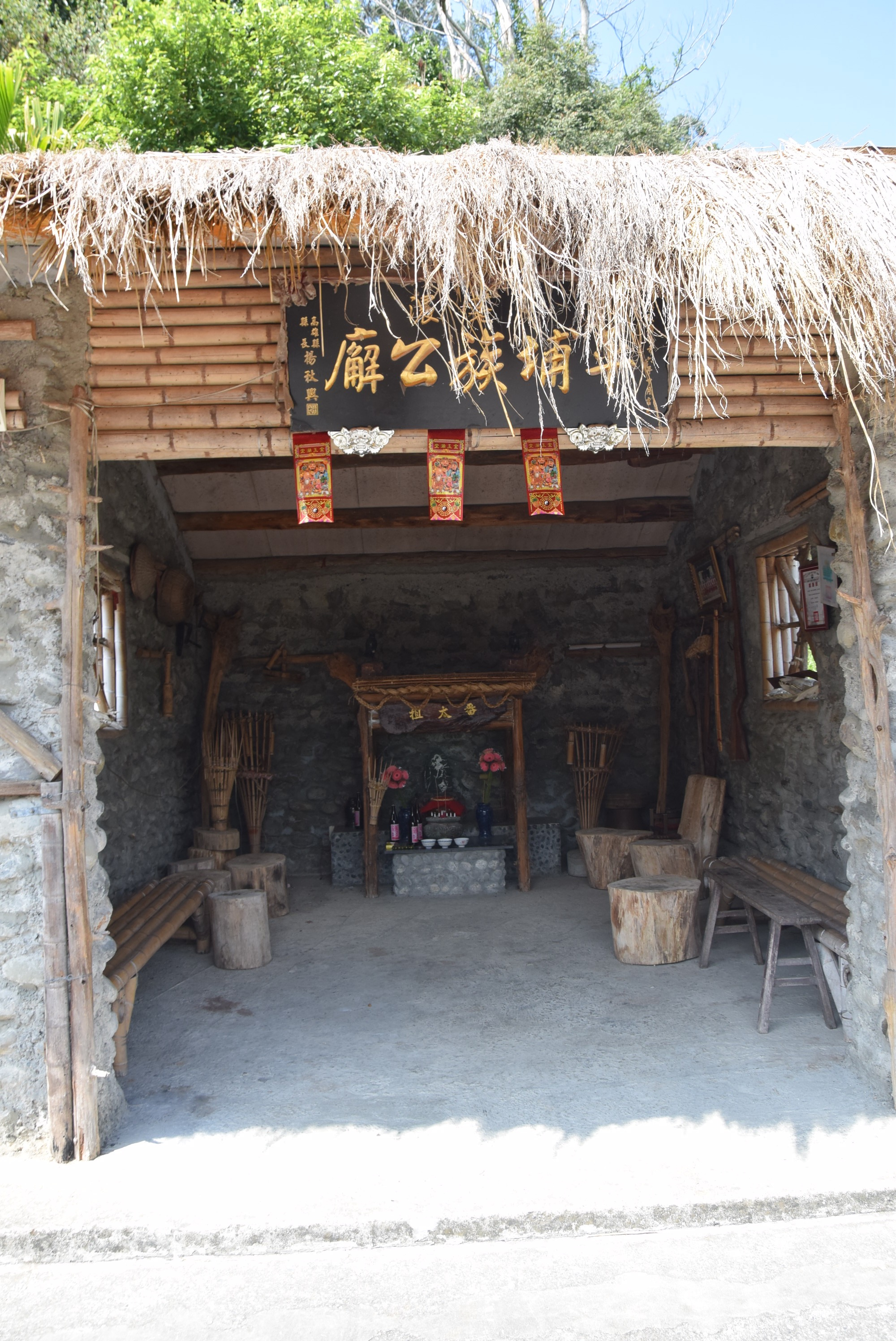
荖濃部落大武壠族公廨。

荖濃里（大武壠語：Rauron），位於台灣高雄市六龜區，該地居民以閩、客及原住民族大武壠族為主。原居於臺南市玉井盆地大武壠族人於明鄭時期受漢移民及西拉雅族進逼，其中芒仔芒社大武壠族人約於 1781 年遷徙至杉林枋寮，並於 1799 年遷徙至六龜、荖濃等地，形成此地最早居民之一。
荖濃地區過去和寶來地區並稱為荖濃村，至到1953年寶來村才獨自設村。荖濃里包含「水冬瓜」、「蠻仔埔」、「下荖濃」、「頂荖濃」、「直瀨」、「田營底」等舊部落。
荖濃為保有豐富傳統大武壠族文化之少數部落，日人曾在此採集許多族語，族人常至荖濃國小向師生進行族語與平埔族文化教學跟傳承，從2010年代開始每年固定於農曆九月十五日在頂荖濃番太祖公廨舉行夜祭。

## 另見
- 大武壠族

## 外部連結
- 荖濃國小平埔族溯源與正名影片 The Indestructible Belonging Laonong Elementary School （页面存档备份，存于）